# خوان أوبالدو
خوان أوبالدو (بالإنجليزية: Juan Ubaldo) (مواليد 30 أبريل 1979) هو ملاكم دومينيكي، مثّل بلاده في الألعاب الأولمبية الصيفية في دورتي 2000 و2004.

## روابط خارجية
خوان أوبالدو على موقع بوكس ريك (الإنجليزية) (registration required)
- خوان أوبالدو على موقع أوليمبيديا (الإنجليزية)